# 도핑

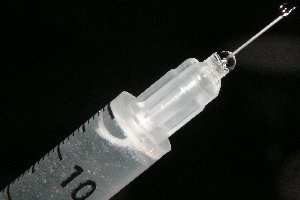

도핑(doping)은 경기의 성적을 조작하기 위해 약물을 복용하거나 주사하는 것을 뜻한다. 예를 들어 운동 선수가 일시적으로 경기 능력을 높이기 위하여 흥분제·호르몬제 등의 약물을 복용 또는 주사하는 경우가 해당된다. 도핑은 건강을 위협하고 스포츠 정신에도 위배되기 때문에 국제 올림픽 위원회(IOC)는 물론, 각 국제 경기 연맹에서 엄격히 금하고 있다.
1960년 하계 올림픽 당시 덴마크의 사이클 선수인 크누드 에네마르크 옌센이 흥분제를 사용했다가 경기 도중에 사망한 것을 계기로 국제 올림픽 위원회는 1972년 삿포로 동계 올림픽 대회부터 도핑 테스트를 실시하였으며, 지난 1988년 하계 올림픽 당시 캐나다 출신의 육상 선수 벤 존슨이 도핑에 적발되어 금메달을 박탈당한 일이 있었다. 도핑 검사는 상위 입상자, 또는 임의로 뽑은 선수의 소변이나 혈액 샘플을 채취해서 실시한다. 국제 올림픽 위원회는 강력한 반도핑 활동을 전개하고 있다.

## 도핑 사례
- 벤 존슨
- 최진행
- 디에고 마라도나
- 김재환

## 같이 보기
- 세계반도핑기구